# هيئة تنظيم الطيران المدني الأردني
هيئة تنظيم الطيران المدني الأردني هي الهيئة المسؤولة عن تنظيم شؤون الطيران المدني في المملكة الأردنية الهاشمية، حيث تختص بتنظيم سلامة وأمن الطيران والبيئة المتعلقة بالطيران المدني.

## نبذة عن الهيئة
باشرت هيئة تنظيم الطيران المدني عملها اعتباراً من 1/8/2007 كخلف قانوني وواقعي لسلطة الطيران المدني، حيث آلت إليها جميع الحقوق التي كانت عائدة لسلطة الطيران المدني كما تحملت الهيئة جميع الالتزامات المترتبة عليها وفقاً لأحكام المادة (68) من قانون الطيران المدني رقم (41) لسنة 2007. تتمتع الهيئة بالشخصية الاعتبارية وبالاستقلال المالي والإداري، ويحق لها تملك الأموال المنقولة وغير المنقولة اللازمة لتحقيق أهدافها والتصرف بها.

## مهام ومسؤوليات الهيئة
حددت أحكام المادة (7) من قانون الطيران المدني مهام ومسؤوليات الهيئة، وأبرز هذه المهام ما يلي:
- تنظيم سلامة وأمن الطيران المدني، والجوانب الاقتصادية والبيئية المتعلقة به.
- إبرام العقود مع المستثمرين وترخيص المشغلين وفقاً للقانون.
- تنفيذ السياسة الوطنية للطيران المدني المُعدة من الوزارة والمعتمدة من مجلس الوزراء.
- الوفاء بالتزامات المملكة في المعاهدات والاتفاقيات الدولية المتعلقة بالطيران المدني وتمثيلها دولياً.
- تطبيق سياسات حماية البيئة المتعلقة بضجيج الطائرات، انبعاث العوادم، واستعمال الأراضي وفق المعايير والبروتوكولات الدولية.
- تنفيذ البرنامج الوطني لأمن الطيران المعتمد من مجلس الوزراء.
- تطوير قطاع الطيران المدني من الناحية الفنية والاقتصادية بما يضمن سلامته وكفاءته.
- تحسين خدمات الطيران المدني لتلبية احتياجات المستفيدين، وتوفير الكوادر المؤهلة والتقنيات اللازمة.
- وضع أنظمة الملاحة الجوية بما يتوافق مع المتطلبات الدولية والأولويات الوطنية.
- الإشراف على النقل الجوي التجاري وضمان التزام الناقلين الجويين بشروط الترخيص.
- تشجيع الاستثمار الخاص في خدمات الطيران المدني وتقديم الحوافز اللازمة للمستثمرين.
- مراقبة أداء المستثمرين والناقلين الجويين وضمان التزامهم بالقوانين والأنظمة.
- تعزيز المنافسة الإيجابية ومنع الاحتكار في قطاع الطيران المدني.

## القيم الجوهرية للهيئة
- الشفافية
- الولاء
- النزاهة والصدق
- العمل الجماعي
- التطوير والتحسين المستمر
- الاجتهاد
- الإبداع والابتكار
- المسؤولية المجتمعية

## المطارات
تصل رموز الإيكاو لمنشورات معلومات الطيران من خلال (AIP) هيئة تنظيم الطيران المدني الأردني في الأردن.
| اسم المطار                            | الموقع  | رمز مطار منظمة الطيران المدني الدولي | رمز مطار اتحاد النقل الجوي الدولي | النوع |
| ------------------------------------- | ------- | ------------------------------------ | --------------------------------- | ----- |
| مطار الملكة علياء الدولي              | عمان    | OJAI                                 | AMM                               | مدني  |
| مطار عمان المدني                      | عمان    | OJAM                                 | ADJ                               | مدني  |
| مطار الملك حسين الدولي                | العقبة  | OJAQ                                 | AQJ                               | مدني  |
| قاعدة الملك فيصل بن عبد العزيز الجوية | الجفر   | OJHR                                 |                                   | عسكري |
| قاعدة الأزرق الجوية                   | الأزرق  | OJ40                                 |                                   | عسكري |
| قاعدة الأمير حسن الجوية               | الصفاوي | OJHF                                 |                                   | عسكري |
| قاعدة الملك الحسين الجوية             | المفرق  | OJMF                                 |                                   | عسكري |

## الادارة
- عطوفة الكابتن هيثم مستو - رئيس مجلس المفوضين / الرئيس التنفيذي
- عطوفة المهندس صالح عبدالله رويضان العموش - نائب الرئيس / مفوض
- عطوفة المهندس فراس الهنداوي - مفوض

## وصلات خارجية
- هيئة تنظيم الطيران المدني